# Nevědomí (film)
Nevědomí (Oblivion) je americký film z roku 2013. Film natočil režisér filmu Tron 3D Joseph Kosinski.
Příběh pojednává o budoucnosti, kdy zem napadli mimozemšťané. Lidé vyhráli, ale zem je neobyvatelná. Hlavní hrdina Jack (Tom Cruise) je opravářem, který opravuje zařízení na čištění vody. U konce 5leté pracovní doby ztroskotala loď s jedinou preživší (Olga Kurylenko), která jej zná z minulosti.

## Recenze
- ČSKR: Nevědomí – hodnocení: 63%  ke dni 18. 4. 2013